# Общество любителей коммерческих знаний
Общество любителей коммерческих знаний — общество, созданное в 1810 году для финансирования Практической академии наук.
Первоначально, в уставе Академии коммерческих наук, составленном К. И. Арнольдом, планировалось финансирование для создаваемого учебного заведения по подготовке коммерсантов из казны, но оно не было утверждено. По предложению П. С. Валуева, была собрана комиссия, в которую вошли профессора университета и купцы: А. А. Куманин, Ф. Д. Мецевитов, И. К. Козлов, Е. С. Третьяков, И. А. Холодилов, Ф. Е. Шергин. Комиссия решила образовать Общество Любителей Коммерческих Знаний, действующие члены которого будут вносить ежегодно на содержание Академии 100 рублей ассигнациями.
По уставу Общества 1810 года были избраны директор (П. М. Дружинин) и Совет (Е. С. Третьяков, Ф. Е. Шергин, И. К. Козлов, Ф. Д. Мецевитов). Президентом общества стал П. С. Валуев, после которого, с 1817 года, на эту почётную должность выбирались московские военные генерал-губернаторы: А. П. Тормасов, Д. В. Голицын и т.д.; с 1865 года — генерал-губернаторы: В. А. Долгоруков и т.д.
Действительными членами Общества любителей коммерческих знаний при Академии Коммерческих наук (в 1836 году их было 87, в том числе 64 московских купцов и фабрикантов и 23 — иногородних) были многие известные предприниматели того времени: Кузьма Терентьевич Солдатенков, Фёдор Семёнович Михайлов, Савва Иванович Мамонтов.
В 1910 году в Обществе состояло 96 действительных члена, среди них: Абрикосовы, Бурышкины, Гучковы, Коншины, Кокоревы, Кузнецовы, Найдёновы, Прохоровы, Рябушинские.